# Нейматулла, Ага
Ага Нематулла (азерб. Ağa Nemətulla; 15 ноября 1896 — 2 января 1958) — известный советский нефтяник азербайджанского происхождения.

## Биография
Ага Нейматулла родился в 1896 году в городе Сераб в Южном Азербайджане. В 1912 году он переезжает в Баку. В этом же году он начинает работать на станции в Баладжары, затем на буровой в посёлке Рамана. В 1932 году он становится буровым мастером-скоростником. В дальнейшем работал начальником участка бурения в Пута, директором конторы бурения, начальником треста.
О первых успехах молодого нефтяника «Вышка» пишет 14 августа 1933 года, называя его «Изотовым в бурении».
В 1941 году на Баиловской горе Биби-Эйбате впервые в мире он пробурил при помощи турбобура наклонно-направленную скважину, положив начало освоению недоступных до этих пор нефтяных объектов. Новый метод бурения позволил успешно решить и сложную проблему использования значительных высокодебитных фондов, залегающих глубоко под дном Каспийского моря.
В 1942—1943 годах Ага Нейматулла помогает нефтяникам Узбекистана в добычи нефти.
В 1946—1947 годах он вместе с инженерами осуществил впервые в «Азнефти» метод направленного бурения скважин в море с применением турбобура. Ага Нейматулла разработал и осуществил метод кустового бурения в море двухствольных скважин с одного основания, благодаря чему было значительно сокращено время на цикл сооружения скважин.
Результаты своего творческого труда Ага Нейматулла обобщил в специальной брошюре «Все глубже в недра», изданной Профиздатом в 1947 году, передав опыт работы всем нефтяникам-буровикам.
В 1952—1956 годах он — директор морского эксплуатационно-бурового управления «Азморнефть», бурового управления НГДУ «Сталиннефть» (ныне — «Бибиэйбатнефть»), а в 1956—1958 годах — начальник участка в буровом управлении «Лениннефть» (ныне — «Балаханынефть»).
Ага Нейматулла был депутатом ВС СССР и ВС АзССР нескольких созывов.
Умер 2 января 1958 года. Похоронен в Баку на Аллее почётного захоронения.

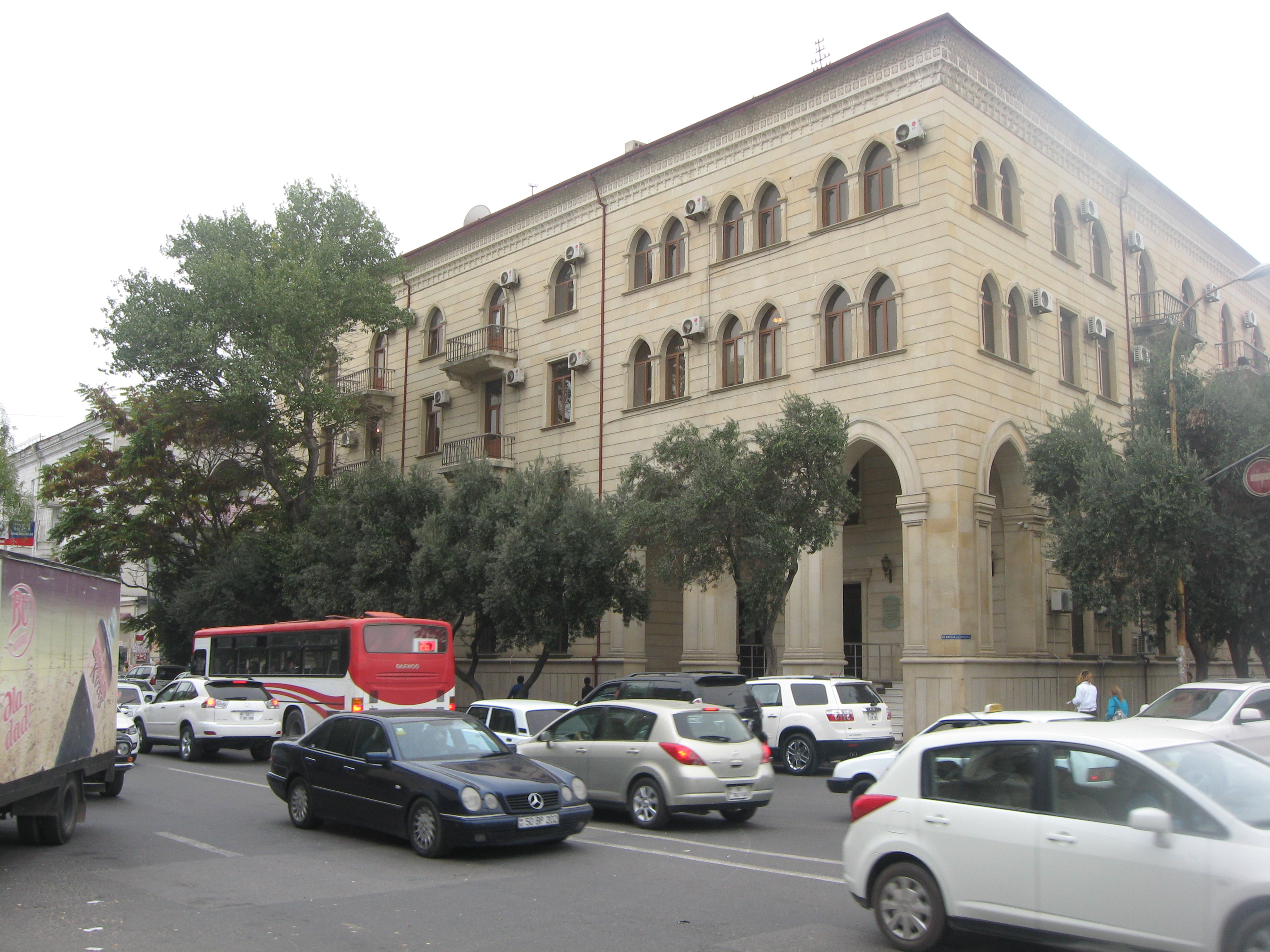
Улица Ага Нейматулла в Баку

После смерти Ага Нейматуллы — его жене была выделена персональная пенсия. Его именем названа улица в Баку и судно Каспийского морского пароходства.

## Награды и премии
- Сталинская премия второй степени (1947) — за разработку и широкое внедрение метода непрерывного наклонного бурения нефтяных скважин
- Сталинская премия третьей степени (1951) — за разработку и внедрение двухствольного бурения нефтяных и газовых скважин.
- Два ордена Ленина
- Орден Трудового Красного Знамени
- Орден «Знак Почёта»
- Медали